# Carcharodontosaurus
Carcharodontosaurus is een geslacht van grote uitgestorven vleesetende dinosauriërs, een theropode uit de groep van de Carnosauria, een onderverdeling van de Avetheropoda. De typesoort is Megalosaurus saharicus.

## Vondst en naamgeving
In 1925 benoemden Charles Jean Julien Depéret en Justin Savornin een Megalosaurus saharicus op grond van twee tanden gevonden in Algerije, welke later verloren zouden gaan. De tanden vielen op doordat ze van een onbekend type waren: overlangs zeer breed maar overdwars sterk afgeplat met duidelijke kartelingen aan de snijranden. In 1927 hernoemden ze de soort tot een Megalosaurus (Dryptosaurus) saharicus; ze meenden ten onrechte dat er een verwantschap was met wat tegenwoordig de Tyrannosauroidea heten. In 1931 wees Ernst Stromer een gedeeltelijk skelet gevonden in Egypte, specimen IPHG 1922 X46, aan de soort toe en benoemde er meteen een apart geslacht voor: Charcharodontosaurus. De geslachtsnaam is afgeleid van Oudgrieks καρχαρίας, karcharias, 'haai met zaagtanden', en ὀδών, odoon, 'tand', een verwijzing naar de zaagvormige tanden. Tegelijk is het ook een toespeling op de witte haai, waarvan de geslachtsnaam Carcharodon luidt. In 1944 zou dit skelet tijdens een bombardement op München verloren gaan. Het was afkomstig uit de Baharijaformatie die dateert uit het vroege Cenomanien. In 1934 wees Stromer ook een darmbeen, specimen IPHG 1912 VIII 68, aan de soort toe, maar het verband is twijfelachtig. In 1956 hernoemde Friedrich von Huene de soort, vermoedelijk per abuis, tot Megalosaurus africanus.

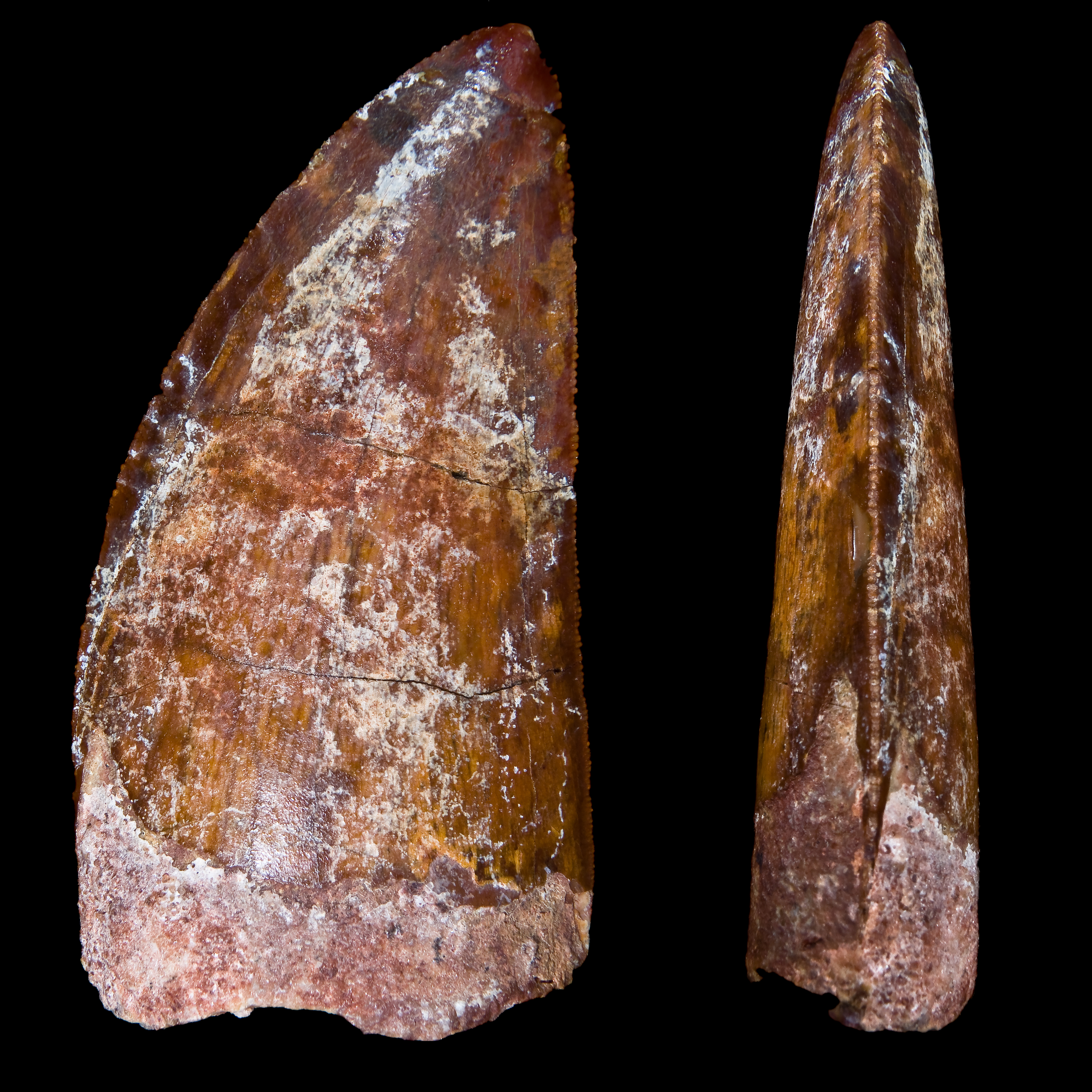
Een karakteristieke carcharodontosauride "zaagtand"

In 1993 werd er in Marokko een schedel gevonden door de paleontoloog Paul Sereno, specimen SGM-Din 1, welke hij in 2007 aanwees als het neotype, het vervangende typespecimen, van Carcharodontosaurus. In dezelfde expeditie vond men de in de verte aan Carcharodontosaurus verwante Deltadromeus. Beide vormen werden samen (her)beschreven in 1996. Sereno stelde dat Sigilmassasaurus identiek was aan Carcharodontosaurus maar dit is sterk omstreden. In 2025 werd het skelet uit Egypte benoemd als het aparte geslacht Tameryraptor.
Het neotype is gevonden in een laag van de Kem Kem-formatie die dateert uit het Cenomanien. Het bestaat uit een schedel waaraan de snuit en de achterkant ontbreekt.
In 2005 meldde Sereno de vondst van een schedel in Niger. In 2007 benoemde hij deze samen met Stephen Brusatte als een tweede soort: Carcharodontosaurus iguidensis. De soortaanduiding verwijst naar de herkomst uit de streek Iguidi. Het holotype daarvan is MNN IGU2, een bovenkaaksbeen gevonden in de Echkarformatie uit het Cenomanien. De paratypen zijn: MNN IGU3, een hersenpan; MNN IGU4, een stuk traanbeen; MNN IGU5, een voorste dentarium; en MNN IGU6-10, losse tanden.
In 2010 hernoemde Gregory S. Paul Giganotosaurus tot een Carcharodontosaurus carolinii. Dit heeft geen navolging gevonden.
In de jaren zestig is veel fragmentarisch groot theropode materiaal uit het Onder-Krijt van Afrika aan Carcharodontosaurus toegewezen; dit mist echter diagnostische kenmerken. Door de onvolledigheid van alle vondsten is er twijfel ontstaan of ze wel allemaal bij dezelfde soort of hetzelfde geslacht horen. Het is waarschijnlijk geworden dat tijdens de vele miljoenen jaren dat het Cenomanien duurde in het grote gebied van Afrika verschillende carcharodontosauriden hebben geleefd. De meeste onderzoekers zijn daarom sterk geneigd om het materiaal van C. saharicus tot het neotype te beperken totdat completere vondsten dit kunnen ophelderen.

## Beschrijving

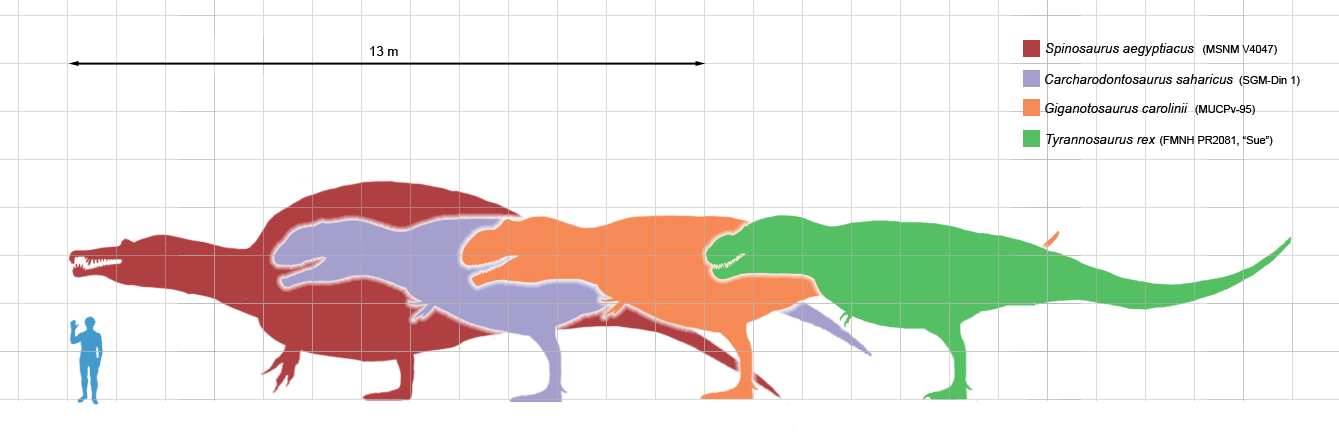
Een vergelijking tussen grote theropoden met Carcharodontosaurus in het paars en Spinosaurus in het rood

Carcharodontosaurus saharicus is een reusachtige theropode, een van de grootste die bekend zijn. In 1995 stelde Sereno dat het neotype, de nieuwe schedel, een lengte had van 156 centimeter. Hier is echter kritiek op gekomen: latere schattingen komen uit op 142 centimeter, vooral door een inkorting van de snuit. De lichaamslengte is door Michael Mortimer geschat op 12,79 meter; G.S. Paul hield het in 2010 op ruwweg twaalf meter, bij een gewicht van zes ton. C. iguidensis zou volgens Paul tien meter lang zijn en vier ton zwaar. De lengte van C. saharicus komt overeen met die van typische volgroeide exemplaren van Tyrannosaurus rex en zo speelde het dier een rol in de toen gevoerde discussie welke theropode de grootste was. Achteraf bleek dat de samen met Carcharodontosaurus ontdekte Spinosaurus te zijn.

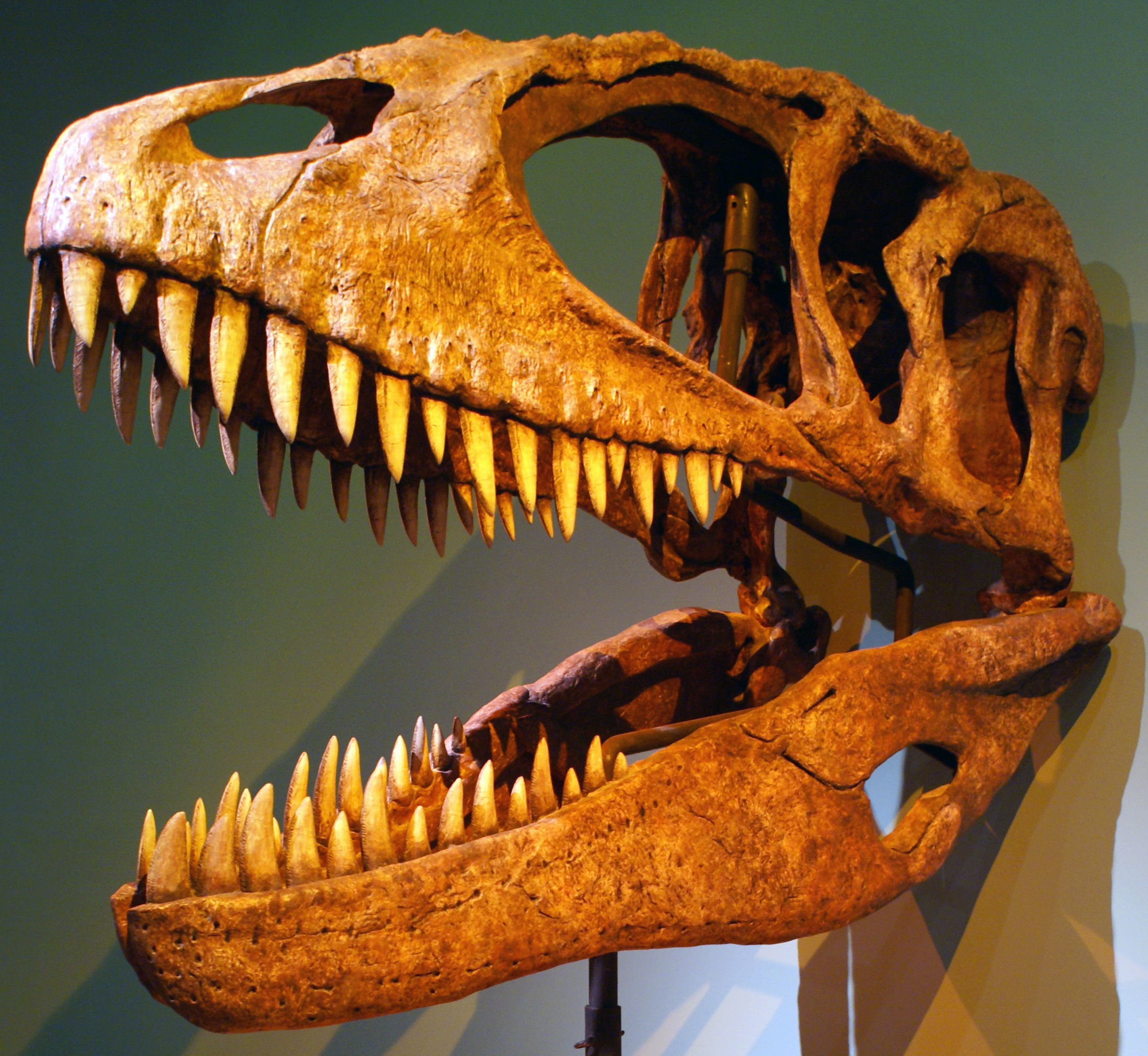
Een model van de schedel volgens Sereno

In 2007 stelde Sereno enkele onderscheidende kenmerken van het geslacht vast. De buitenzijde van het bovenkaaksbeen is opvallend gegroefd. Er zijn grote pneumatische uithollingen rond de ingang van de halsslagader in de hersenpan en rond de basis van de achterhoofdsknobbel. De hersenpan heeft aan de onderkant een diepe uitholling, de fossa basisphenoidea.
Ook stelde Sereno onderscheidende kenmerken van C. saharicus vast. De buitenste uitholling rond de grote schedelopening, de fenestra antorbitalis, heeft een opstaande onderste rand. Tussen de binnenwand van het bovenkaaksbeen en de voorste binnenvleugel van dat bot bevindt zich een diepe en naar beneden gerichte groeve. De beennaad tussen het traanbeen en het voorhoofdsbeen heeft een hoog raakvlak en steekt naar boven toe uit. De voorste binnenhoek van de uitholling rond het bovenste slaapvenster vormt een instekende holte in het schedeldak. De voorste en middelste tanden in het bovenkaaksbeen hebben opvallende rimpels op het email van hun voorrand en achterrand.
Ook van C. iguidensis werden in 2007 onderscheidende kenmerken vastgesteld. De uitholling rond de fenestra antorbitalis is sterk gereduceerd, beperkt tot de zone rond de fenestra maxillaris. De voorste binnenvleugel van het bovenkaaksbeen is breed gewelfd naar de middenlijn van de schedel toe. De binnenkant van het hoofdlichaam van het bovenkaaksbeen draagt een opvallende horizontale kam. Op de zijkant van de hersenpan wordt de voorkant van de vleugel van de laterosfenoïde diep ingekeept door een groeve.
Carcharodontosaurus is duidelijk verwant aan Allosaurus: hij heeft enkele bultige richeltjes op de schedel.

## Fylogenie
Carcharodontosaurus werd in 1931 door Stromer in een eigen Carcharodontosauridae geplaatst. In 1934 al veranderde hij van mening en maakte er een Allosauridae van. In 1995 echter deed Oliver Rauhut de Carcharodontosauridae herleven. Het werd een klade waarvan Carcharodontosaurus zelf per definitie een lid was, een onderverdeling van de Carnosauria in welke ruimere groep Allosaurus een meer basale positie inneemt. In 2009 werd de plaatsing door Stephen Brusatte verfijnd tot een Carcharodontosaurinae, een aftakking voor de Afrikaanse vormen, maar latere analyses tonen Carcharodontosaurus als genesteld in een tak met Zuid-Amerikaanse soorten.
Het volgende kladogram plaatst Caracharodontosaurus binnen de Zuid-Amerikaanse vormen.
|  | Tyrannotitan                                                                                        |
|  | |
|  | \| \| Carcharodontosaurus \| \| \| \| \| \| Giganotosaurus \| \| \| \| \| \| Mapusaurus \| \| \| \| |
|  | |
|  | Carcharodontosaurus                                                                                 |
|  | |
|  | Giganotosaurus                                                                                      |
|  | |
|  | Mapusaurus                                                                                          |
|  | |

|  | Carcharodontosaurus |
|  |                     |
|  | Giganotosaurus      |
|  |                     |
|  | Mapusaurus          |
|  |                     |

|  | Tyrannotitan                                                                                        |
|  | |
|  | \| \| Carcharodontosaurus \| \| \| \| \| \| Giganotosaurus \| \| \| \| \| \| Mapusaurus \| \| \| \| |
|  | |
|  | Carcharodontosaurus                                                                                 |
|  | |
|  | Giganotosaurus                                                                                      |
|  | |
|  | Mapusaurus                                                                                          |
|  | |

|  | Carcharodontosaurus |
|  |                     |
|  | Giganotosaurus      |
|  |                     |
|  | Mapusaurus          |
|  |                     |

|  | Tyrannotitan                                                                                        |
|  | |
|  | \| \| Carcharodontosaurus \| \| \| \| \| \| Giganotosaurus \| \| \| \| \| \| Mapusaurus \| \| \| \| |
|  | |
|  | Carcharodontosaurus                                                                                 |
|  | |
|  | Giganotosaurus                                                                                      |
|  | |
|  | Mapusaurus                                                                                          |
|  | |

|  | Carcharodontosaurus |
|  |                     |
|  | Giganotosaurus      |
|  |                     |
|  | Mapusaurus          |
|  |                     |

|  | Tyrannotitan                                                                                        |
|  | |
|  | \| \| Carcharodontosaurus \| \| \| \| \| \| Giganotosaurus \| \| \| \| \| \| Mapusaurus \| \| \| \| |
|  | |
|  | Carcharodontosaurus                                                                                 |
|  | |
|  | Giganotosaurus                                                                                      |
|  | |
|  | Mapusaurus                                                                                          |
|  | |

|  | Carcharodontosaurus |
|  |                     |
|  | Giganotosaurus      |
|  |                     |
|  | Mapusaurus          |
|  |                     |

|  | Tyrannotitan                                                                                        |
|  | |
|  | \| \| Carcharodontosaurus \| \| \| \| \| \| Giganotosaurus \| \| \| \| \| \| Mapusaurus \| \| \| \| |
|  | |
|  | Carcharodontosaurus                                                                                 |
|  | |
|  | Giganotosaurus                                                                                      |
|  | |
|  | Mapusaurus                                                                                          |
|  | |

|  | Carcharodontosaurus |
|  |                     |
|  | Giganotosaurus      |
|  |                     |
|  | Mapusaurus          |
|  |                     |

|  | Tyrannotitan                                                                                        |
|  | |
|  | \| \| Carcharodontosaurus \| \| \| \| \| \| Giganotosaurus \| \| \| \| \| \| Mapusaurus \| \| \| \| |
|  | |
|  | Carcharodontosaurus                                                                                 |
|  | |
|  | Giganotosaurus                                                                                      |
|  | |
|  | Mapusaurus                                                                                          |
|  | |

|  | Carcharodontosaurus |
|  |                     |
|  | Giganotosaurus      |
|  |                     |
|  | Mapusaurus          |
|  |                     |

|  | Tyrannotitan                                                                                        |
|  | |
|  | \| \| Carcharodontosaurus \| \| \| \| \| \| Giganotosaurus \| \| \| \| \| \| Mapusaurus \| \| \| \| |
|  | |
|  | Carcharodontosaurus                                                                                 |
|  | |
|  | Giganotosaurus                                                                                      |
|  | |
|  | Mapusaurus                                                                                          |
|  | |

|  | Carcharodontosaurus |
|  |                     |
|  | Giganotosaurus      |
|  |                     |
|  | Mapusaurus          |
|  |                     |

|  | Tyrannotitan                                                                                        |
|  | |
|  | \| \| Carcharodontosaurus \| \| \| \| \| \| Giganotosaurus \| \| \| \| \| \| Mapusaurus \| \| \| \| |
|  | |
|  | Carcharodontosaurus                                                                                 |
|  | |
|  | Giganotosaurus                                                                                      |
|  | |
|  | Mapusaurus                                                                                          |
|  | |

|  | Carcharodontosaurus |
|  |                     |
|  | Giganotosaurus      |
|  |                     |
|  | Mapusaurus          |
|  |                     |

|  | Tyrannotitan                                                                                        |
|  | |
|  | \| \| Carcharodontosaurus \| \| \| \| \| \| Giganotosaurus \| \| \| \| \| \| Mapusaurus \| \| \| \| |
|  | |
|  | Carcharodontosaurus                                                                                 |
|  | |
|  | Giganotosaurus                                                                                      |
|  | |
|  | Mapusaurus                                                                                          |
|  | |

|  | Carcharodontosaurus |
|  |                     |
|  | Giganotosaurus      |
|  |                     |
|  | Mapusaurus          |
|  |                     |

|  | Tyrannotitan                                                                                        |
|  | |
|  | \| \| Carcharodontosaurus \| \| \| \| \| \| Giganotosaurus \| \| \| \| \| \| Mapusaurus \| \| \| \| |
|  | |
|  | Carcharodontosaurus                                                                                 |
|  | |
|  | Giganotosaurus                                                                                      |
|  | |
|  | Mapusaurus                                                                                          |
|  | |

|  | Carcharodontosaurus |
|  |                     |
|  | Giganotosaurus      |
|  |                     |
|  | Mapusaurus          |
|  |                     |

|  | Tyrannotitan                                                                                        |
|  | |
|  | \| \| Carcharodontosaurus \| \| \| \| \| \| Giganotosaurus \| \| \| \| \| \| Mapusaurus \| \| \| \| |
|  | |
|  | Carcharodontosaurus                                                                                 |
|  | |
|  | Giganotosaurus                                                                                      |
|  | |
|  | Mapusaurus                                                                                          |
|  | |

|  | Carcharodontosaurus |
|  |                     |
|  | Giganotosaurus      |
|  |                     |
|  | Mapusaurus          |
|  |                     |

|  | Tyrannotitan                                                                                        |
|  | |
|  | \| \| Carcharodontosaurus \| \| \| \| \| \| Giganotosaurus \| \| \| \| \| \| Mapusaurus \| \| \| \| |
|  | |
|  | Carcharodontosaurus                                                                                 |
|  | |
|  | Giganotosaurus                                                                                      |
|  | |
|  | Mapusaurus                                                                                          |
|  | |

|  | Carcharodontosaurus |
|  |                     |
|  | Giganotosaurus      |
|  |                     |
|  | Mapusaurus          |
|  |                     |

|  | Tyrannotitan                                                                                        |
|  | |
|  | \| \| Carcharodontosaurus \| \| \| \| \| \| Giganotosaurus \| \| \| \| \| \| Mapusaurus \| \| \| \| |
|  | |
|  | Carcharodontosaurus                                                                                 |
|  | |
|  | Giganotosaurus                                                                                      |
|  | |
|  | Mapusaurus                                                                                          |
|  | |

|  | Carcharodontosaurus |
|  |                     |
|  | Giganotosaurus      |
|  |                     |
|  | Mapusaurus          |
|  |                     |

|  | Tyrannotitan                                                                                        |
|  | |
|  | \| \| Carcharodontosaurus \| \| \| \| \| \| Giganotosaurus \| \| \| \| \| \| Mapusaurus \| \| \| \| |
|  | |
|  | Carcharodontosaurus                                                                                 |
|  | |
|  | Giganotosaurus                                                                                      |
|  | |
|  | Mapusaurus                                                                                          |
|  | |

|  | Carcharodontosaurus |
|  |                     |
|  | Giganotosaurus      |
|  |                     |
|  | Mapusaurus          |
|  |                     |

|  | Tyrannotitan                                                                                        |
|  | |
|  | \| \| Carcharodontosaurus \| \| \| \| \| \| Giganotosaurus \| \| \| \| \| \| Mapusaurus \| \| \| \| |
|  | |
|  | Carcharodontosaurus                                                                                 |
|  | |
|  | Giganotosaurus                                                                                      |
|  | |
|  | Mapusaurus                                                                                          |
|  | |

|  | Carcharodontosaurus |
|  |                     |
|  | Giganotosaurus      |
|  |                     |
|  | Mapusaurus          |
|  |                     |

|  | Tyrannotitan                                                                                        |
|  | |
|  | \| \| Carcharodontosaurus \| \| \| \| \| \| Giganotosaurus \| \| \| \| \| \| Mapusaurus \| \| \| \| |
|  | |
|  | Carcharodontosaurus                                                                                 |
|  | |
|  | Giganotosaurus                                                                                      |
|  | |
|  | Mapusaurus                                                                                          |
|  | |

|  | Carcharodontosaurus |
|  |                     |
|  | Giganotosaurus      |
|  |                     |
|  | Mapusaurus          |
|  |                     |

De verwantschap tussen de carcharodontosauriden Carcharodontosaurus en Giganotosaurus aan de ene kant en Allosaurus aan de andere kant lijkt vreemd. Fossielen toegewezen aan Carcharodontosaurus zijn gevonden in Soedan, Niger, Egypte, Tunesië en Marokko, terwijl Giganotosaurus uit Argentinië stamt evenals andere reusachtige carcharodontosauriden als Mapusaurus en Tyrannotitan. Allosaurus, verwant aan de voorouder van de twee reuzen, kwam voor in de Verenigde Staten, en afstammelingen ervan zouden in het Late Krijt wel naar Argentinië hebben kunnen reizen, maar niet naar Afrika. Hierom denken sommigen dat er nog in het Opper-Krijt een landbrug was tussen Zuid-Amerika en Afrika, terwijl in eerste instantie werd gedacht dat de landengte tussen beide continenten al in het late Jura verdwenen was. Echter, reeds in 1925 werd Allosaurus tendagurensis uit het late Jura van Tanzania, Afrika, beschreven — een soort waarvan tegenwoordig wordt aangenomen dat hij niet tot Allosaurus behoort. Deze Afrikaanse verwant van de echte Allosaurus maakt de hypothese van een landbrug overbodig omdat hij aantoont dat zulke vormen ook in Afrika voorkwamen.

## Levenswijze
Carcharodontosaurus leefde in een heet klimaat. De kustgebieden waar de fossielen werden gevormd, kenmerkten zich door moerassen en mangrovebossen. Carcharodontosaurus was gezien zijn grootte een apexpredator maar de relatie met de vele andere grote theropoden die in zijn leefgebieden zijn gevonden, is nog onduidelijk. Ook is het niet zeker waar hij op joeg. De Kem Kem-lagen hebben weinig planteneters opgeleverd. Uit de Baharijaformatie zijn de grote sauropoden Aegyptosaurus en Paralititan bekend. De tanden van Carcharodontosaurus lijken erg op die van de witte haai. Men denkt dat hij net als deze een snelle, brute verrassingsaanval deed op een prooi, en zich dan terugtrok. De prooi stierf dan aan bloedverlies en shock.
In 2011 maakte paleontologisch illustrator Bob Nicholls een schilderij waarop twee carcharodontosauri vechtend om een jonge Rayosaurus tessonei hun slachtoffer aan nek en staart in de lucht tillen. Dit lokte een discussie uit of dit anatomisch mogelijk was. Een studie uit 2015 concludeerde dat de balans geen probleem was: een carcharodontosaurus van zes ton kon een prooi van tweeënhalve ton heffen zonder om te vallen. Er waren echter andere beperkingen: de onderkaken konden maar 512 kilogram dragen en de nek slechts 424 kilogram. Het sauropodejong mocht dus maximaal 850 kilogram zwaar zijn, welk gewicht overeenkwam met een lengte van 8,3 meter.